# Looking Through a Tear
Looking Through a Tear è il terzo album di John Farnham, pubblicato nel 1970 per l'etichetta EMI.

## Tracce
1. "One" (H. Nilsson) - 2:49
2. "I've Been Rained On" (D. Frazier) - 2:22
3. "Mirror Of My Mind" (Flynn, Douglas) - 2:15
4. "The World Goes Round And Round" (M. Kunze, R. Siegel) - 3:55
5. "All Night Girl" (L. Stirling, B. Mason, S. Whittingham) - 2:06
6. "You're Breaking Me Up" (R. Wood) - 2:28
7. "Two" (J. Farnham) - 4:42
8. "Raindrops Keep Fallin' on My Head" (H. David, B. Bacharach) - 2:29
9. "Looking Through A Tear" (B. Scott, A. Resnick) - 3:40
10. "Visions Of Sugarplums" (J. Fuller, G. Campbell) - 2:12
11. "What Can I Do" (J. Farnham) - 2:43
12. "In A Moment Of Madness" (R. Freed, J. McHugh) - 2:48
13. "Ain't Society Great" (B. Russell) - 2:34
14. "1432 Franklin Pike Circle Hero" (B. Russell) - 3:58